# میرکو سلستینو
میرکو سلستینو (ایتالیایی: Mirko Celestino؛ زادهٔ ۱۹ مارس ۱۹۷۴) دوچرخه‌سوار اهل ایتالیا است.
وی در مسابقات کشوری و بین‌المللی در مجموع برندهٔ ۱ مدال نقره، ۱ مدال برنز شده‌است.